# Miracula Sancti Demetrii

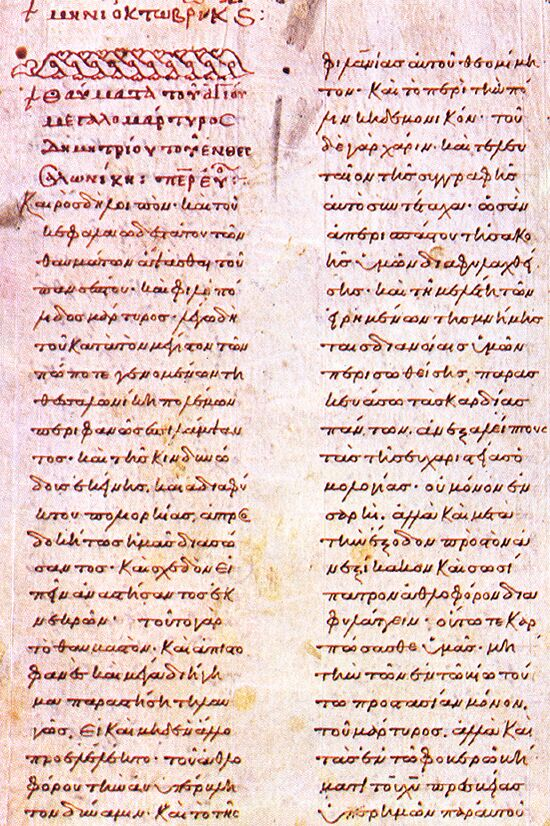
Miracula Sancti Demetrii: Handschrift aus dem 7. Jahrhundert

Die Miracula Sancti Demetrii (Wunder des heiligen Demetrios) sind ein hagiographischer Text aus dem 7. Jahrhundert. Es handelt sich um eine Zusammenstellung von „Wundertaten“ des Stadtheiligen von Thessaloniki, des heiligen Demetrios von Thessaloniki. Der Text ist aufgrund der Quellenarmut dieser Zeit ein einzigartiges historisches Zeugnis zur Geschichte der Stadt und über die frühen slawischen Stämme auf dem Balkan. 
Der Text ist in zwei Teile gegliedert, in denen sich theologische Ausführungen mit historischen Schilderungen abwechseln. Der erste Teil entstand um 610/620 und wurde vermutlich vom Erzbischof Johannes von Thessaloniki verfasst. Dort werden in Form von Homilien und Sermonen 15 Ereignisse beschrieben, in denen der heilige Demetrios durch sein angeblich wundersames Wirken die Stadt vor Seuchen und Belagerungen durch Awaren und Slawen schützte. Der behandelte Zeitraum umfasst in etwa die Jahre von 580 bis 610.
Der zweite Teil entstand am Ende des 7. Jahrhunderts und wurde von einem anderen, unbekannten Autor verfasst. Dieser Teil beschreibt die Ereignisse um Thessaloniki mehr im Stil einer historischen Darstellung und gilt als weitgehend verlässlich. Hierbei ist ein zeitlicher Bruch feststellbar, so dass der Zeitraum von 614 bis ca. 640 sowie von 674 bis 685 behandelt wird. Der Autor hat eine größere Nähe zu den slawischen Einwanderern und nennt sie „unsere Nachbarn“. Dieser Teil wurde nur in einer einzigen Abschrift erhalten. 

## Ausgaben
- Paul Lemerle: Les plus anciens recueils des miracles de saint Démétrius et la pénétration des Slaves dans les Balkans. 2 Bände. Éditions du Centre National de la Recherche Scientifique, Paris 1979–1981 (maßgebliche Edition mit Kommentar).